# Міклош Рожа
Міклош Рожа (угор. Rózsa Miklós, англ. Miklos Rozsa; 18 квітня 1907, Будапешт — 27 липня 1995, Лос-Анджелес
) — угорсько-американський композитор, відомий як академічними творами, так і кіномузикою.

## Біографія
З п'ятирічного віку грав на скрипці, подарованій дядьком-скрипалем. У 1925 році покинув Угорщину, вступивши до Лейпцизького університету, проте незабаром перевівся до Лейпцизької консерваторії, де навчався у Германа Грабнера. Надалі жив і працював у Франції (1931—1935) і Великій Британії (1935—1940), а в 1940 році перебрався в США, з 1946 року як американський громадянин.
Первісну популярність у Європі Рожа отримав симфонічними творами, проте вже в 1930 роки почав працювати в області кіномузики. Після успіху звукової доріжки стрічки «Багдадський злодій» (1940) Рожа написав музику до багатьох голлівудських фільмів (загальним числом понад сотню). За музику до фільмів «заворожений» (1945), «Подвійне життя» (1947) і «Бен-Гур» (1959) удостоївся премій «Оскар». Інші видатні кінострічки, де звучить музика Пики, — «Подвійна страховка», «Втрачений вікенд», "Вбивці ", «Асфальтові джунглі», «Леді Гамільтон», «Ель Сід», «Провидіння».
У той же час протягом всього життя Рожа продовжував писати і академічну музику — особливою популярністю користуються його концерт для скрипки з оркестром (1954, написаний для Яші Хейфеца) і концерт для віолончелі з оркестром (1968, написаний для Яноша Штаркера).